# Кенова (округ, Західна Вірджинія)
Шаблон:StateAbbr_ 38°20′ пн. ш. 81°32′ зх. д. / 38.34° пн. ш. 81.53° зх. д.
Округ  Кенова (англ. Kanawha County) — округ (графство) у штаті  Західна Вірджинія, США. Ідентифікатор округу 54039.

## Історія
Округ утворений 1789 року.

## Демографія
За даними перепису 2000 року загальне населення округу становило 200073 осіб, зокрема міського населення було 150729, а сільського — 49344. Серед мешканців округу чоловіків було 95178, а жінок — 104895. В окрузі було 86226 домогосподарств, 55922 родин, які мешкали в 93788 будинках. Середній розмір родини становив 2,84.
Віковий розподіл населення поданий у таблиці:
| Стать    | До 15 років | 15-21 | 22-29 | 30-39 | 40-49 | 50-65 | 65-85 | Понад 85 |
| -------- | ----------- | ----- | ----- | ----- | ----- | ----- | ----- | -------- |
| Чоловіки | 18068       | 8666  | 9872  | 13171 | 15889 | 16615 | 11850 | 1047     |
| Жінки    | 17133       | 8372  | 10216 | 13827 | 17076 | 18132 | 17337 | 2802     |

## Суміжні округи
- Роун — північ
- Клей — північний схід
- Ніколас — схід
- Фаєтт — схід
- Релей — південний схід
- Бун — південь
- Лінкольн — південний захід
- Патнем — захід
- Джексон — північний захід

## Виноски
1. ↑  U.S. Decennial Census. United States Census Bureau. Архів оригіналу за 26 квітня 2015. Процитовано 10 січня 2014.
2. ↑  Historical Census Browser. University of Virginia Library. Архів оригіналу за 11 серпня 2012. Процитовано 10 січня 2014.
3. ↑  Population of Counties by Decennial Census: 1900 to 1990. United States Census Bureau. Архів оригіналу за 3 червня 2013. Процитовано 10 січня 2014.
4. ↑  Census 2000 PHC-T-4. Ranking Tables for Counties: 1990 and 2000 (PDF). United States Census Bureau. Архів оригіналу (PDF) за 18 грудня 2014. Процитовано 10 січня 2014.
5. ↑  State & County QuickFacts. United States Census Bureau. Архів оригіналу за 7 червня 2011. Процитовано 10 січня 2014.(англ.) Наведено за англійською вікіпедією.
6. ↑  American FactFinder. Бюро перепису населення США. Архів оригіналу за 29 липня 2011. Процитовано 31 січня 2008.

| США | Це незавершена стаття з географії США. Ви можете допомогти проєкту, виправивши або дописавши її. |